# Estación de St. Moritz
La estación de St. Moritz es la principal estación ferroviaria de la comuna suiza de St. Moritz, en el cantón de los Grisones. Esta estación es el término de la línea del Albula, procedente de Coira, y de la línea del Bernina, procedente de Tirano, Italia. La estación también es el término de los servicios de Postbus.
Servicios por hora operan tanto en la línea del Albula como en la del Bernina. Debido a los diferentes sistemas de electrificación, las líneas operan en la misma estación pero en vías distintas. Además, la estación cuenta con vías especiales, cuyo sistema de electrificación puede ser cambiado.
La estación se halla a una altitud de 1775 m sobre el nivel del mar, lo cual la hace la estación ferroviaria urbana más alta de Suiza.

## Historia
La estación comenzó a operar el 10 de julio de 1904 junto con el tramo Celerina–St. Moritz de la línea del Albula. En esos tiempos, St. Moritz ya tenía su propio servicio de tranvía eléctrico, el Strassenbahn St. Moritz, desde 1896, y había planes para construir un ramal para conectar este servicio con la nueva estación. Debido a problemas financieros, el corto ramal no se construyó nunca.

## Servicios
| << cabecera | < estación | línea | estación >    | cabecera >> |
| ----------- | ---------- | ----- | ------------- | ----------- |
| terminal    | terminal   | IR    | Celerina      | Chur        |
| terminal    | terminal   | R     | Celerina      | Chur        |
| terminal    | terminal   | RE    | Celerina      | Landquart   |
| terminal    | terminal   | R     | Celerina Staz | Tirano      |

| << cabecera | < estación | línea           | estación > | cabecera >> |
| ----------- | ---------- | --------------- | ---------- | ----------- |
| terminal    | terminal   | Glacier Express | Samedan    | Zermatt     |

## Galería

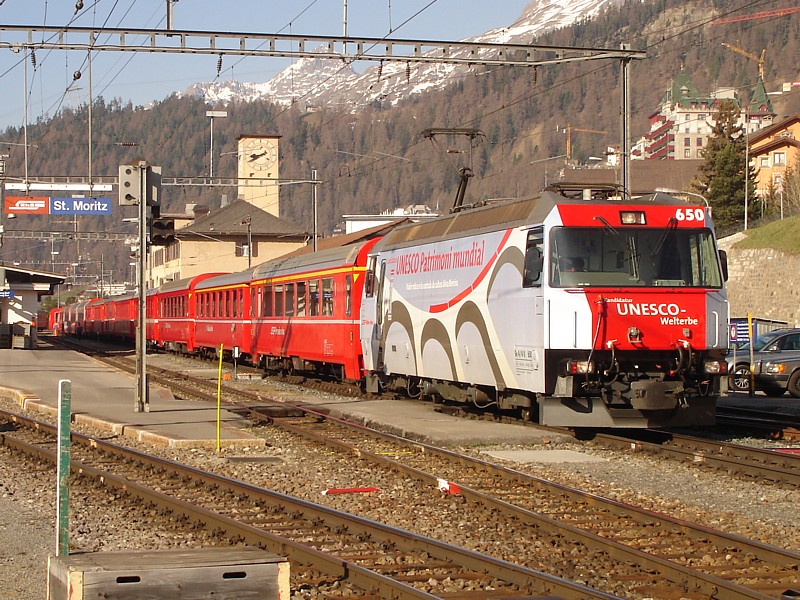
Tren saliendo de St. Moritz.
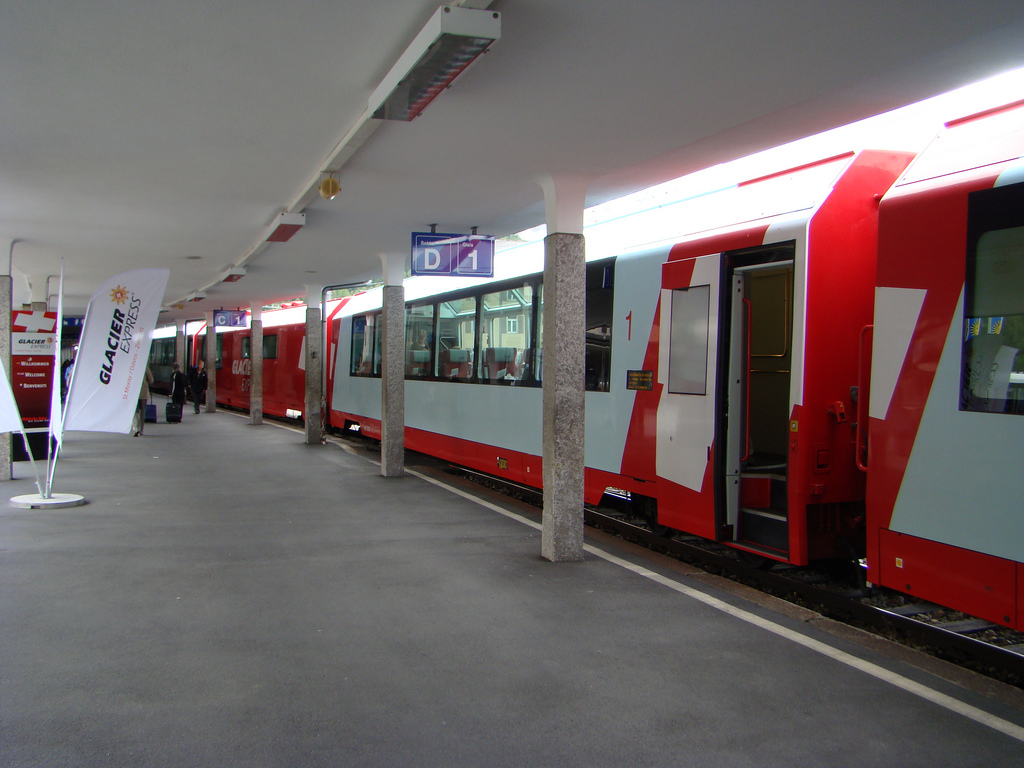
Glacier Express en la vía 1 de St. Moritz.
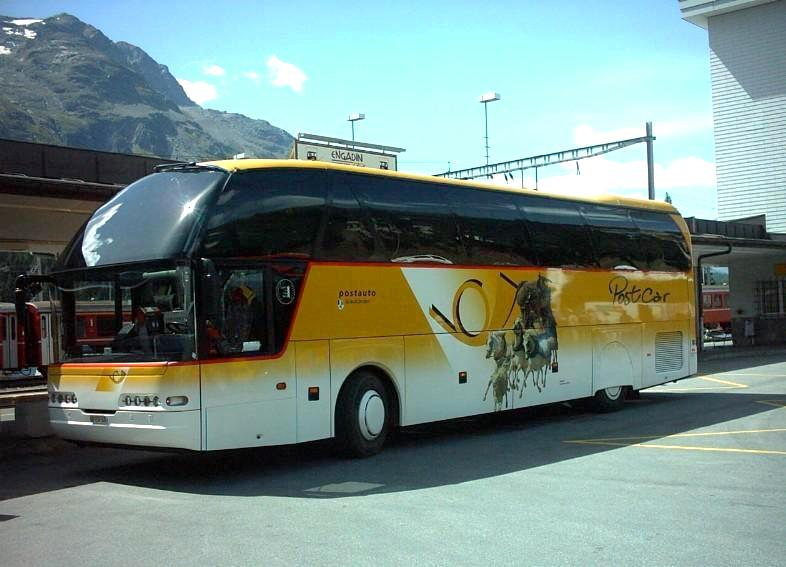
Postbus en la estación de St. Moritz.
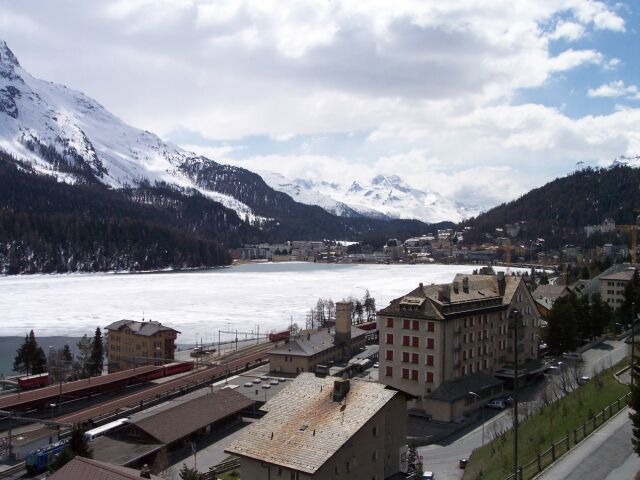
Estación de St. Moritz desde arriba.